# Кабальеро, Стив
Стив Кабалье́ро (англ. Steve Caballero, род. 8 ноября 1964, Сан-Хосе, Калифорния) — американский профессиональный скейтбордист. Он известен сложными и воздушными трюками, которые он изобрел для вертикального катания, а также установлением многолетнего рекорда по самому высокому воздушному прыжку в хафпайпе. В 1999 году журнал Thrasher назвал Кабальеро «Скейтером века».

## Карьера
Кабальеро родился со сколиозом — заболеванием, которое вызывает искривление позвоночника, хотя он заявил, что это заболевание «не слишком сильно повлияло на меня».
Он начал кататься в 1976 году в возрасте 12 лет и начал свою карьеру в 14 лет. Его первым спонсором был «Кэмпбелл Скейт Парк». В 1979 году Кабальеро принял участие в национальном конкурсе скейтеров в Эскондидо. Заняв пятое место, он получил предложение от Стейси Перальты, который предложил ему спонсорство с Powell Peralta. Он стал профессионалом в 1980 году во время серии Gold Cup в скейтпарке Oasis, Южная Калифорния. К этому времени Кабальеро изобрел Caballerial (также известный как Cab), трюк на скейтборде, также известный как fakie 360 aerial. Кабальеро также приписывают изобретение «фронтсайд бордслайда».
В 1987 году Кабальеро выиграл титулы в категория «стрит» и «верт» на чемпионате мира в Мюнстере, Германия. В том же году он установил однократный мировой рекорд по наибольшей высоте, достигнутой на хафпайпе, который составил 3,3 метра. Рекорд Кабальеро был побит Дэнни Вэем в 1997 году. В 1999 году Кабальеро установил ещё один рекорд по самому длинному скольжению на доске по 44-ступенчатым перилам.
Кабальеро является членом команды Bones Brigade и снимался во многих их видеороликах, в том числе «В поисках животного Чина».
В первой половине 1980-х годов Кабальеро был, вероятно, лучшим профессиональным скейтером и несколько раз появлялся на обложке журнала Thrasher. Он также был персонажем пяти видеоигр Tony Hawk, от Tony Hawk’s Pro Skater 2 до Tony Hawk’s Underground, а также в качестве загружаемого скейтера в Tony Hawk’s Pro Skater HD.

## Личная жизнь
Кабальеро имеет японское и мексиканское происхождение и является христианином.